# جورج إنجلش
جورج إنجلش (بالإنجليزية: George English)‏ هو موسيقي وملحن أسترالي، ولد في 1882 في سيدني في أستراليا، وتوفي في 1972.